# Dave Bargeron
Dave Bargeron (Athol, Massachusetts, 6 de septiembre de 1942-Athol, 18 de enero de 2025) fue un trombonista y tubista estadounidense.

## Historial
Bargeron es conocido, sobre todo, por haber tocado en el grupo de jazz rock, Blood, Sweat & Tears.  Se unió a la banda en 1970, después de que Jerry Hyman lo dejara, y su primera aparición fue en el álbum Blood, Sweat & Tears 4. Estuvo en la banda hasta 1978, después de publicar su álbum Brand new day.
Antes, había sido el primer trombonista de la Clark Terry's Big Band y, entre 1968 y 1970, tocó el trombón bajo y la tuba con la Doc Severinsen's Band. En 1972, ya en Blood, Sweat & Tears, participó en grabaciones con George Russell y Bill Evans y encontró un hueco para unirse de forma estable a la orquesta de Gil Evans, banda de la que ha permanecido siendo un miembro regular hasta hoy. Actualmente la banda está dirigida por Miles Evans, el hijo de Gil Evans. 
Después de dejar BS&T, Dave se convirtió en un reputado músico de estudio. Instalado en Nueva York, ha grabado con Paul Simon, Mick Jagger, James Taylor, Eric Clapton, David Sanborn, y Pat Metheny. También con Miles Davis, en Montreux, Bill Evans y  Bob James. Además, ha realizado grabaciones y giras con "George Gruntz Concert Jazz Band" de Suiza, con la "George Russell Living Time Orchestra", Bob Mintzer, Michel Camilo, el grupo "Supertrombone" (que incluía también a Jim Pugh) y, durante bastante tiempo, con la "Jaco Pastorius Word of Mouth Band". También ha grabado y girado, con  Tuba Tuba, una banda de tubas en la que estaban también Michel Godard, Luciano Biondini y Kenwood Dennard.  Es miembro, también, de la "Howard Johnson's Gravity", un grupo de 6 tubas con el que ha tocado intermitentemente desde 1968.

## Estilo
Bargeron es un trombonista de sonido robusto y fraseo ligero y rápido. Sin embargo, su principal reconocimiento le viene de la tuba, instrumento que domina de forma excepcional. Ya desde 1973, aparece con regularidad en los polls de la revista Down Beat. A menudo, se le ha comparado en su estilo de improvisar con Jim Pugh, trombonista de la banda de Woody Herman, así como con James Pankow de Chicago, aunque Bargeron es mucho más versátil que ambos.
Con B.S.& T., encontramos algunos magníficos ejemplos de solos con la tuba: En el álbum Live and Improvised (1975), llamado en Europa In concert, toca un solo en "And When I Die/One room country shack".